# Крутишка (приток Ини)
Крутишка — река в России, протекает в Черепановском районе Новосибирской области. Длина реки составляет 12 км.
Начинается между посёлками Семёновский и Карасёво. Течёт в юго-восточном направлении, берега частично заболочены и поросли лесом. Устье реки находится в 154 км по правому берегу реки Иня на высоте 201,2 метра над уровнем моря.

## Данные водного реестра
По данным государственного водного реестра России относится к Верхнеобскому бассейновому округу, водохозяйственный участок реки — Обь от города Барнаул до Новосибирского гидроузла, без реки Чумыш, речной подбассейн реки — бассейны притоков (Верхней) Оби до впадения Томи. Речной бассейн реки — (Верхняя) Обь до впадения Иртыша.